# Кароліна Едтштадлер
Кароліна Едтштадлер (нім. Karoline Edtstadler, 28 березня 1981 року, Зальцбург, Австрія) — австрійський юрист і політик, з 2020 року обіймає посаду міністра ЄС та конституції в австрійській канцелярії.
З 2017 року до 2019 року Едштадлер займала посаду державного секретаря в Міністерстві внутрішніх справ.

## Біографія
Кароліна Едтштадлер народилася 28 березня 1981 року в родині колишнього директора парламенту провінції Зальцбурга Карла В. Едштадлера. Вона відвідувала початкову школу в Еліксхаузені навчалась в Зальцбургській гімназії образотворчих мистецтв. Кароліна вивчала право в Зальцбургському університеті і закінчила у 2004 році за спеціальністю «магістр». Потім стажувалась в окружному суді Мондзе та в обласному суді Зальцбурга. У 2006 році вона стала кандидатом на посаду судді у вищому регіональному суді Лінца, а в 2008 році — суддею в обласному суді Зальцбурга.
У 2010 році Кароліна Едтштадлер винесла важкі вироки двом неповносправним братам, яких звинувачували у пораненні поліцейського під час демонстрації проти політики притулку міністра внутрішніх справ Марії Фектер. Вищий регіональний суд міста Лінц скасував вирок у суттєвих моментах, оскільки навіть прокурор вважав вироки занадто важкими. Президент обласного суду Ганс Ратхеб високо оцінив роботу Кароліни Едтштадлер в суді: «Вона була дуже цілеспрямована і досвідчена суддя»
У жовтні 2011 року Еддстадлер працювала в Міністерстві юстиції. З 2014 року вона була особистим експертом у кабінеті міністра юстиції Вольфганга Брандштеттера, де брала участь у реформі кримінального кодексу та кримінального права, що стосується юних правопорушників. На початку 2015 року вона стала старшим прокурором Віденської корупційної прокуратури, і була призначена до Міністерства юстиції. З травня 2016 року була юридичним працівником Європейського суду з прав людини (ЄСПЛ) у Страсбурзі.

## Політична кар'єра
Кароліна Едтштадлер з 2004 по 2006 рік працювала радником у Генндорфі-ам-Валлерсе для ÖVP.
З 18 грудня 2017 року Едштадлер займає посаду державного секретаря в австрійському міністерстві внутрішніх справ, в уряді канцлера Себастьяна Курца.
На європейських виборах 2019 року Едштадлер була другою у списку її партії після Отмара Караса. Як член Європейського парламенту вона працювала в Комітеті з питань громадянських свобод, правосуддя та внутрішніх справ та в Підкомітеті з прав людини. У рамках правоцентристської Європейської групи народних партій вона очолювала делегацію ÖVP.
Міністром федеральної канцелярії з питань Європи з січня 2020 року є Кароліне Едтштадлер, яка раніше обіймала посаду державного секретаря від ÖVP в МВС. Юрист К. Едтштадлер — прихильниця жорсткого підходу в питаннях безпеки та міграції.

## Особисте життя
Кароліна Едтштадлер має сина і живе в Зальцбурзі